# مارک تسیر-لاوین
مارک تسیر-لاوین (انگلیسی: Marc Tessier-Lavigne, (متولد ۱۸ دسامبر ۱۹۵۹) عصب‌پژوه کانادایی‌تبار است که یازدهمین و رئیس کنونی دانشگاه استنفورد است. او دارای تابعیت دوگانهٔ ایالات متحده و کانادا است. پیش از این، او استاد دانشگاه کالیفرنیا، سان فرانسیسکو و سپس رئیس دانشگاه راکفلر در شهر نیویورک بوده‌است. او پیش از این معاون اجرایی رئیس‌جمهور در زمینهٔ تحقیقات و مدیر ارشد علمی جننتک بود. او اولین مدیر صنعتی بود که ریاست راکفلر را بر عهده گرفت. او همچنین عضو هیئت مشاوره علمی صندوق درمان آلزایمر است. از سال ۲۰۲۱، او در هیئت مدیره Denali Therapeutics و Regeneron Pharmaceuticals و همچنین هیئت‌های مشاوره علمی درمانگران دنالی و داروسازی آگیوس است.